# TV Shop Tour
TV Shop Tour (também chamada de Shop Tour TV) foi uma rede de televisão brasileira com sede em São Paulo, SP, e geração em Cachoeira do Sul, RS. Sua programação era especializada em mostrar anúncios de ofertas e oportunidades de produtos e serviços diversos, como carros, roupas, apartamentos, móveis de cozinha, restaurantes, oficinas, entre outros. Além disto, a emissora produzia conteúdo jornalístico, dicas culturais e avisos de proteção e defesa ao consumidor.

## História
Criado e fundado em 1987 por Luiz Antonio Cury Galebe, o Shop Tour é precursor no Brasil do formato de programas de vendas na televisão. O Shop Tour iniciou-se como um programa de televisão que ocupava as madrugadas da Rede Record, apresentado pelo próprio fundador Galebe. A partir da década de 1990, o programa passa por várias emissoras de televisão, como a Rede Bandeirantes, CNT Gazeta, Canal 21, Rede Mulher e Rede Manchete, até passar a ser exibido pela TV CBI (atualmente Mega TV, no mesmo formato do Shop Tour) em 1995 e passando a ter 22 horas de programação própria em dezembro de 1997. No início dos anos 2000, Galebe comprou uma emissora de TV e conquistou um canal próprio em UHF na Grande São Paulo.
Em março de 2001, o empresário Antônio Galebe, criador do programa de vendas Shop Tour, adquiriu o canal 46 de São Paulo. Ele renomeou o canal para Shop Tour TV. Anteriormente, Galebe já possuía o canal TV Cachoeira, que passou a ser a geradora do canal 46.
Entre 2001 e 2004, o canal enfrentou uma disputa legal envolvendo um dos seus proprietários, Galebe, e sua ex-esposa Tina. Tina processou a empresa por danos morais e solicitou uma auditoria financeira. Posteriormente, ela entrou com outro processo e Galebe foi condenado em segunda instância a pagar R$ 810 mil. Além disso, um interventor foi nomeado para o Shop Tour.
Em 2010, foi retirado do line-up da TVA na Grande São Paulo. 
Em junho de 2011, a TV Shop Tour foi adquirida pela  Rede Novo Tempo, um grupo de comunicação pertencente à Igreja Adventista do Sétimo Dia. A partir dessa aquisição, a emissora passou a fazer parte da programação da Rede Novo Tempo e a transmitir conteúdos relacionados à religião adventista. Em 2015, a Shop Tour mudou seu nome para TV Novo Tempo. Naquele mesmo ano, a emissora expandiu seu sinal para as parabólicas analógicas, atingindo uma audiência de mais de 20 milhões de telespectadores.